# Alexei Vasiliev
Alexei Vasiliev, né le 13 janvier 1972 à Moscou, est un pilote automobile russe. Après des débuts dans le championnat de voitures de tourisme en Russie, il participe depuis 2000 à différent championnat de Grand Tourisme. Il est engagé en 2012 au Championnat du monde FIA GT1 avec le Valmon Racing Team Russia.

## Palmarès
- Supertourism
  - Champion de Russie de Supertourisme en 1996 et 1997

- 24 Heures du Mans
  - 5 participations entre 2004 et 2008
  - 14e lors des 24 Heures du Mans 2007

## Autre
- 2006 : Participation au rallye Dakar avec comme copilote son compatriote Konstantin Zhiltsov sur Mitsubishi Pajero V60 (voiture n°383)[1].